# Eumannia lactearia
Eumannia lactearia är en fjärilsart som beskrevs av Eugen Wehrli 1953. Eumannia lactearia ingår i släktet Eumannia och familjen mätare. Inga underarter finns listade i Catalogue of Life.